# Hesperocyparis sargentii
Cupressus sargentii (Кипарис Сарджента) — вид хвойних рослин родини кипарисових.

## Поширення, екологія
Цей кипарис знаходиться в Каліфорнії, США, на узбережжі, ареал ділиться на північну і південну групи населення. Знайдений на 200—1100 м в колючих чагарниках, передгірських лісах, і більш низьких гірських лісах, часто на серпантинах. Клімат середземноморський з близько 600 мм річних опадів.

## Морфологія

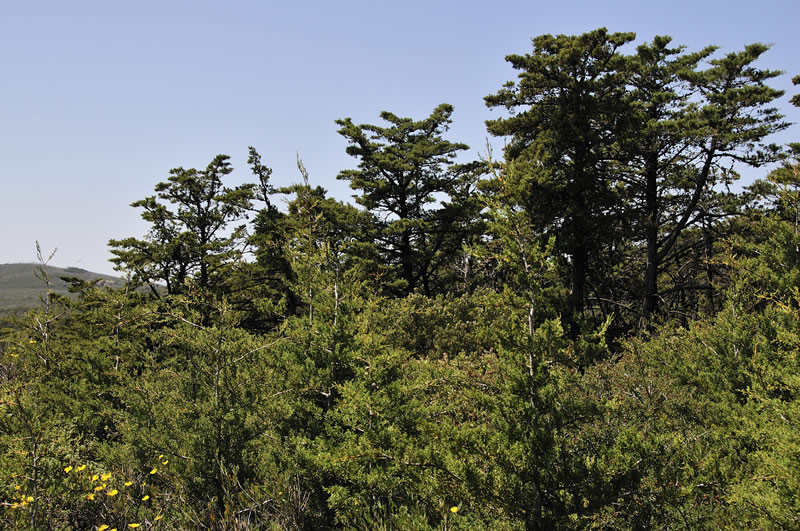
Дерева

Дерево до 25 м, але часто чагарникові й менші 10 м; крона більша у ширину, ніж у висоту або стовпчаста, щільна або відкрита. Кора груба, борозенчаста, волокниста. Листя лускоподібне. Пилкові шишки в основному 3–4 × 2 мм; пилкових мішечків 3–4. Шишки зазвичай кулясті, в основному 2–2,5 см, коричневі або сірі, не тьмяні; лусок в основному 3–4 пари. Насіння 4–6 мм, темно-коричневе, від слабо помітно тьмяних.

## Використання
Деревина, як правило, довговічна і стабільна. Вона підходить для широкого спектра застосувань, включаючи столярні вироби, черепицю та човнів.Цей ліс не користується великим попитом і, отже, вирубка не розглядається як загроза. Фермери, можливо, використовували деревину для огорож у минулому. Кипарис вирощують на Гаваях.

## Загрози та охорона
Значний відсоток основних областей зростання перебувають на державних землях, де природна рослинність більш-менш захищена відповідно до законодавства.